# Rémarde
Rémarde – rzeka we Francji, przepływająca przez tereny departamentów Yvelines i Essonne, o długości 36,6 km. Stanowi dopływ rzeki Orge.